# Emma Lambotte

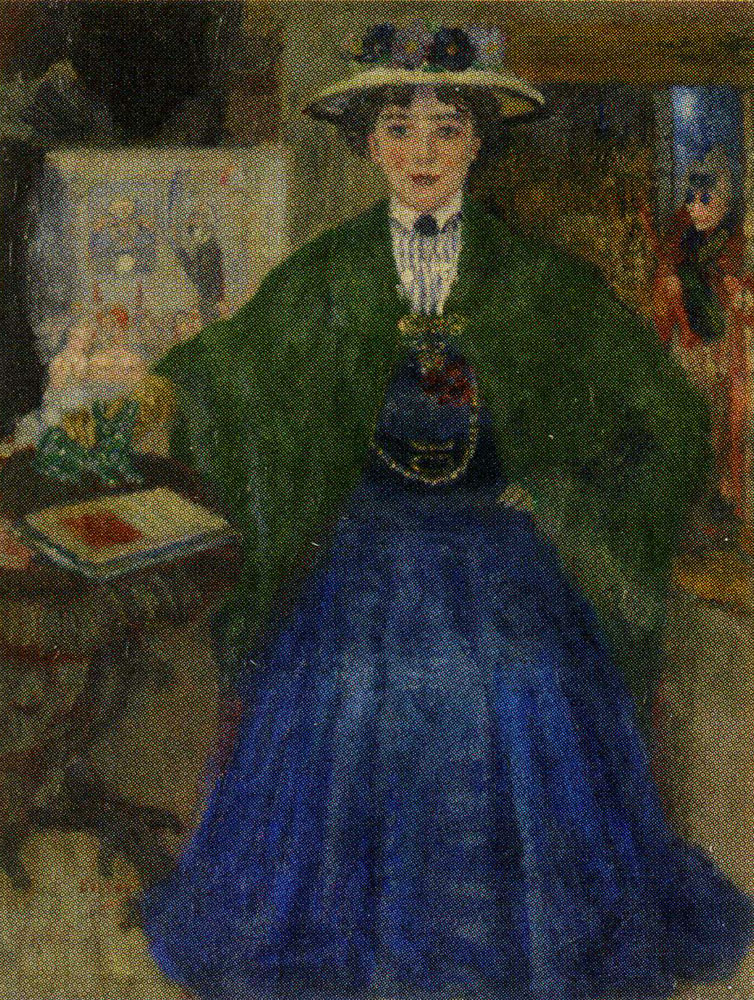
James Ensor: Emma Lambotte (1907)

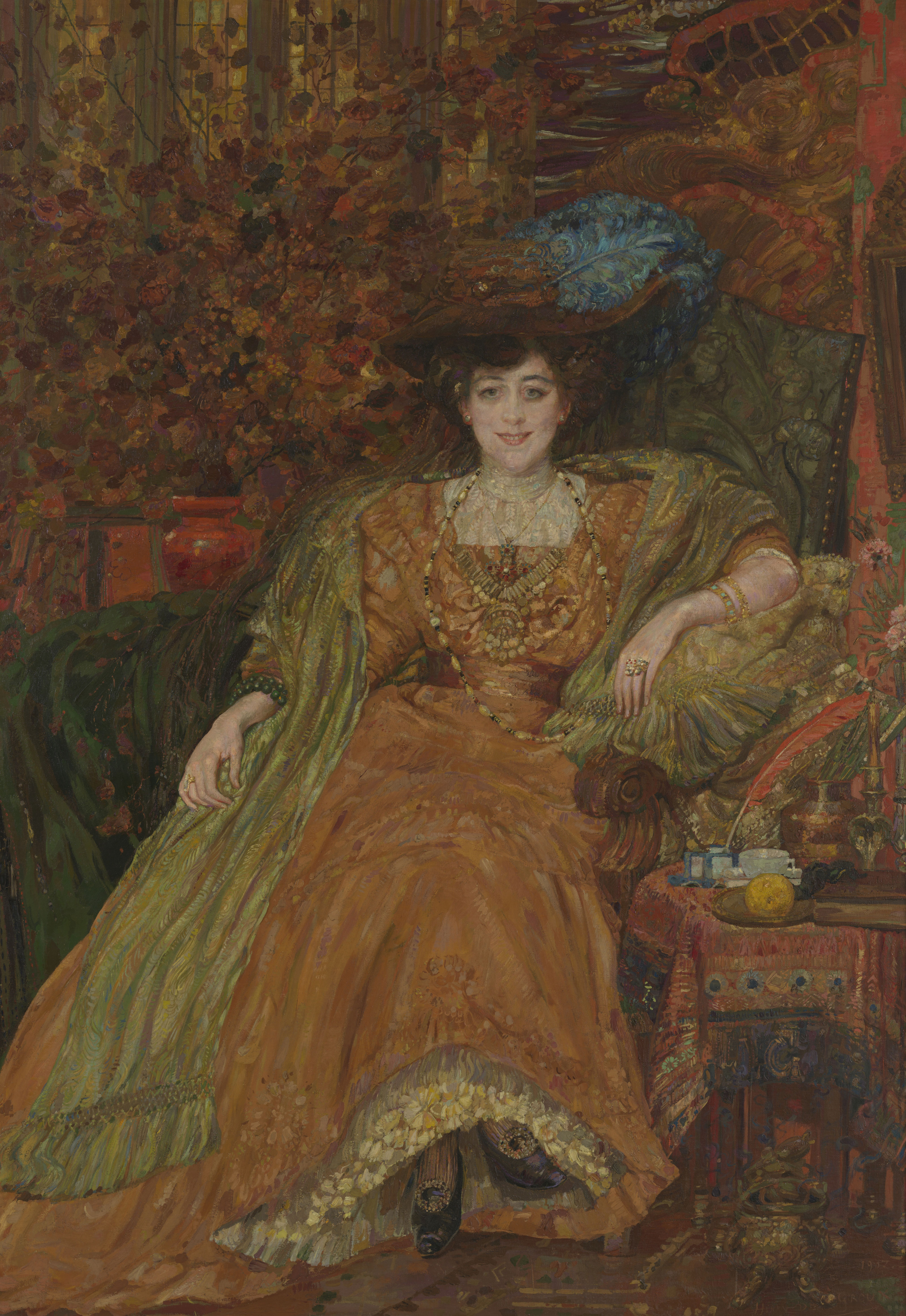
Henry de Groux: Emma Lambotte (1907)

Emma Lambotte-Protin (* 11. August 1876 in Lüttich; † 18. März 1963 in Wilrijk bei Antwerpen) war eine belgische Autorin und Kunstkritikerin. Als Kunstsammlerin besaß sie die größte Sammlung der Werke James Ensors.

## Leben
Emma Lambottes Vater war der Drucker Edouard Protin. Sie erhielt eine Schulbildung an den besten Privatschulen und durfte wegen ihres künstlerischen Talents Privatstunden an der Lütticher Akademie nehmen. Im Jahr 1895 heiratete sie den Chirurgen Albin Lambotte, der zu den Pionieren der Osteosynthesen zählt. Er wurde 1900 Chefarzt der Chirurgie in Antwerpen. Emma Lambotte schrieb Gedichte und Kunstkritiken, die sie unter einem Pseudonym veröffentlichte. Sie sammelte meist zeitgenössische Kunst, die oft nicht dem bürgerlichen Geschmack in Antwerpen entsprach.
Im Maler James Ensor erkannte Lambotte einen Seelenverwandten. Sie kaufte 20 meist umstrittenere Werke von ihm und es entstand ein Briefwechsel. Er porträtierte sie 1907. Sie schrieb „enthusiastische“ Rezensionen in Zeitschriften und Zeitungen und machte ihn mit dem Antwerpener Sammler und Mäzen François Franck bekannt. Franck veranlasste über den progressiven Kunstverein Kunst van het Heden 1910 eine Ausstellung in Rotterdam. Ensor schenkte ihr als Dank sein Selbstporträt mit Masken. Der Verein organisierte 1921 eine Ensor-Retrospektive in Antwerpen. Lambotte war die einzige Frau im Komitee, „prägte diese Ausstellung“ und lieh 14 Werke aus.
Lambotte malte, als sie jung war, und stellte 1908 im Kursaal von Ostende aus. Bekannt ist heute nur ein Gemälde eines Interieurs mit ihrem Schreibtisch und Ensors Selbstporträt mit darüber hängenden Masken. Von 1907 bis 1914 war sie Präsidentin eines Vereins von Fechterinnen, veröffentlichte jedoch das Sachbuch L’Escrimeuse (Die Fechterin) erst 1937.
Nach dem Umzug nach Wilrijk verkauften die Lambottes 1927 dem Königlichen Museum der Schönen Künste Antwerpen sechs Werke von Ensor, darunter Die Vertreibung aus dem Paradies und Die Austernesserin, die im Großformat im Antwerpener Speisezimmer einen bedeutenden Platz einnahm. In der Empfangshalle hingen Stillleben mit Chinoiserien, das sie mit asiatischen Drucken, Tellern, Federn, Vasen und Figuren umgab, und das viele Besucher schockierende Werk der Vertreibung mit „überwältigender Wirkung“ auf den gesamten Raum. Emma Lambotte hielt Vorträge über Ensors Kunst und arbeitete 1961 noch an einem Buch mit dem Titel Ensor, que j’ai connu (Ensor, wie ich ihn kannte). Von 1931 bis 1936 wirkte sie als Redakteurin von La Femme wallonne und war Präsidentin der Union de femmes de Wallonie (Die wallonische Frau; Union der Frauen Walloniens).
Die seit 1955 verwitwete Emma Lambotte starb am 18. März 1963 in Wilrijk.
Mit 38 Gemälden besitzt das Königliche Museum der Schönen Künste Antwerpen die weltweit größte und reichste Sammlung von Ensors Werken. Diese Sammlung ist direkt und indirekt das Ergebnis der Antwerpener Sammler wie Emma und Albin Lambotte, François Franck und der Mitglieder von Kunst van Heden (1905–1955).

## Auszeichnungen
- Ritterkreuz des Leopoldsordens[1]

## Werke (Auswahl)
Romane und Erzählungen
- Boutades. (Avec un silhouette de l’auteur). R. Protin, Liège 1918.
- L’aventureux, roman. Bruxelles 1933.
- Le roman de Pénélope. Paris 1952.

Biografien
- Étude sur Nicolas Defrecheux, poète Wallon, 1825–1874. R. Protin, Liège 1917.
- Une grande Wallonne: Léonie de Waha de Chestret (1836-1926), Liège, 1927.
- Astrid, reine des Belges. Bruxelles 1936.
- Ballade de la reine Astrid. Jo Redig, Anvers 1948.

Gedichte
- Paniska (mit einer Zeichnung von James Ensor). Anvers 1933.

Übersetzung
- Petits poèmes traduits de l’iroquois. R. Protin, Liège 1918.

Sachbuch
- L’Escrimeuse. Paris 1937.
- Prestiges d’Anvers. Bruxelles 1949.

## Schauspiel
- Agnès Akérib: James Ensor. Masques et macarades. Adaptation libre de sa correspondance à Emma Lambotte. Triartis, 2018.